# Devils Tower

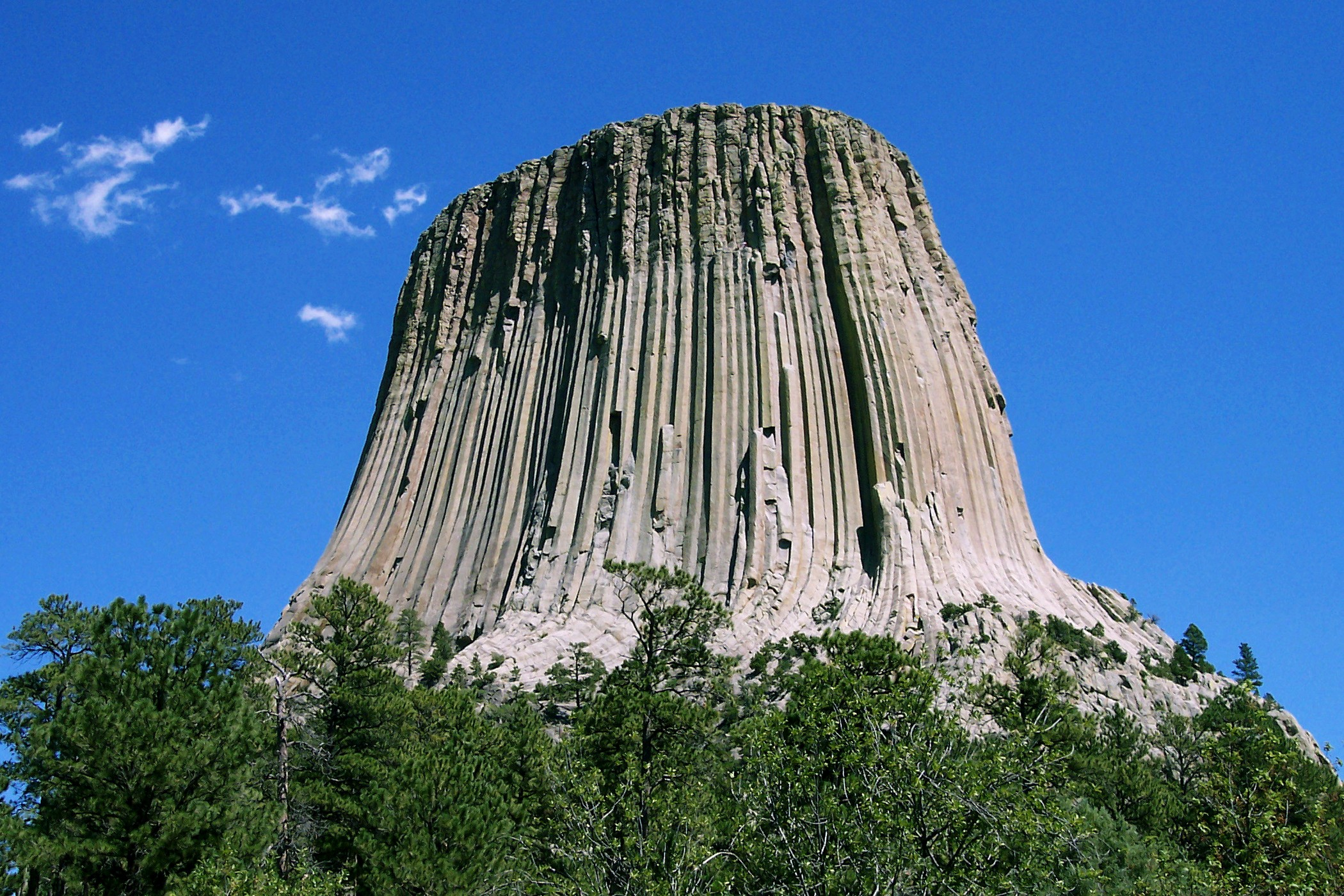
Devils Tower.

Devils Tower (lakota: Matȟó Thípila, ung. "Björnens hem") är en klippa i nordöstra Wyoming i USA, belägen nära städerna Hulett och Sundance i Crook County. Klippan, en naturlig monolit, var den första plats som utsåg till nationalmonument i USA, på order av president Theodore Roosevelt 24 september 1906. Naturskyddsområdet täcker klippan och ett omgivande område på sammanlagt 545 hektar (5,45 km²).
Klippan ligger 1 558 m ö.h. och höjden från basen till toppen är cirka 386 meter.

## Namn
Namnet Devil's Tower kommer från en expedition 1875 som leddes av översten Richard Irving Dodge, då hans tolk felaktigt tolkade namnet som den "onde gudens torn". Namnet Devil's Tower kom senare att användas av den federala regeringen. Namnkonventioner för namngivning av geografiska objekt har senare gjort att genitivapostrofen inte skrivs ut, varför platsen skyltas som Devils Tower. Sentida initiativ att officiellt inrätta ett National Historic Landmark med den mer korrekta översättningen Bear Lodge har föreslagits men inte antagits.

## Geologi
Man tror att klippan är de eroderade resterna av en intrusion som bildades på 200 till 1000 meters djup under ett vulkanutbrott för cirka 40 miljoner år sedan. Man vet inte vilken typ av intrusion som format klippan eller om magman någonsin nådde markytan. Det spekuleras att det kan ha varit en vulkanisk plugg, en lakkolit eller en mindre intrusion. Man har inte hittat några rester av annat vulkaniskt material i området, som lavaflöden eller aska, men det är möjligt att sådant material har eroderat bort.
Klippan består av den sällsynta bergarten fonolit. Fonoliten har en porfyrisk textur, vilket innebär att större kristaller ligger i en finkornig grundmassa. Devils Towers större kristallerbestår av fältspat.
När magman svalnade bildades de speciella pelarlika strukturer som kallas pelarförklyftningar, ett fenomen som förekommer på många platser på jorden. De flesta av pelarformationerna är sexsidiga men det finns även 4-, 5- och 7-sidiga formationer. Pelarna liknar de i formationen kallad Devils Postpile i Kalifornien, som har blivit till på ett liknande sätt, men de i Devils Tower är mycket större.

## Religiös betydelse
Urinvånarna såg inget djävulskt eller ont med platsen. Den var och är fortfarande en helig plats för dem. På många lokala urspråk heter klippan kort och gott "Björnhem" på grund av att det förr fanns mycket björn i området.[källa behövs]

## I film
- I filmen Närkontakt av tredje graden (1977) spelar klippan en huvudroll, för alla som "kallas" får en vision av den och känner att de måste ta sig till den, även om de inte alls kände till den dessförinnan.